# Пугачёва, Кристина Александровна
Кристина Александровна Пугачёва  (укр. Христина Олександрівна Пугачова, род. 26 июня 1992, Одесса) — украинская волейболистка. Выступала за южненский «Химик» (2009—2013, трижды чемпионка Украины), запорожскую «Орбита-ЗТМК-ЗНУ» (2013—2015, дважды бронзовый призёр чемпионата Украины). Многократный призёр кубков Украины. В 2015 году играла в испанском клубе «Логроньо». В сезоне 2016—2017 выступала в тунисском клубе «Картаж», в составе которого стала чемпионкой Африки, чемпионкой Туниса 2016—2017 и обладателем Кубка Туниса. С ноября 2017 года играет за «Тулицу» в высшей лиге «А» чемпионата России.

## Биография
Воспитанница одесского волейбола.
Мастер спорта.. В течение четырёх сезонов (2009—2013) играла за «Химик» (Южный) став за это время трёхкратной чемпионкой страны. Выступала в основном доигровщицей, но в конце 2013 сезона играла как диагональная. Провела за команду 123 матча (14 — в основном составе), из них в чемпионате Украины — 92 (12), в Кубке Украины — 15 (1), в еврокубках — 16 (1).
В «Орбите-ЗТМК-ЗНУ» выступала с 2013 года на позиции доигровщицы.
В 2015 начала выступать за клуб «Логроньо» в Суперлиге Испании. Контракт был прекращён через полгода по взаимному согласию сторон из-за несоответствия ожиданий клуба, сложностей адаптации. В клубах выступала под номером 11.
Заочно училась в Черкасском национальном университете им. Богдана Хмельницкого.

## Титулы и достижения
- Трёхкратная чемпионка Украины в составе ВК «Химик» (2010/11, 2011/12, 2012/13)
- Двукратный бронзовый призёр чемпионата Украины сезонов 2013—2014, 2014—2015 в составе ВК «Орбита-ЗТМК-ЗНУ»
- Двукратный серебряный призёр Кубка Украины 2010/11, 2011/12 (ВК «Химик»)
- Двукратный бронзовый призёр Кубка Украины 2012/13 (ВК «Химик»), 2013/14 (ВК «Орбита-ЗТМК-ЗНУ»)
- Чемпионка Африки[фр.] сезона 2016—2017 (FC «Chartage»[фр.])[13]
- Чемпионка Туниса сезона 2016—2017 (FC «Chartage»)[14]
- Обладатель Кубка Туниса[фр.] 2016—2017 (FC «Chartage»)